# The Devin Townsend Band
The Devin Townsend Band – kanadyjski zespół muzyczny wykonujący metal progresywny. Powstał w 2002 roku w Vancouver z inicjatywy Devina Townsenda, znanego m.in. z występów w zespole Strapping Young Lad. Skład zespołu utworzyli ponadto basista Mike Young, perkusista Ryan van Poederooyen, gitarzysta Brian Waddell oraz klawiszowiec Dave Young. 
Pomiędzy wrześniem a listopadem 2002 roku zespół zarejestrował debiutancki album zatytułowany Accelerated Evolution. Nagrania trafiły do sprzedaży w kwietniu 2003 roku nakładem należącej do Devina Townsenda oficyny HevyDevy Records. Materiał promowany teledyskiem do utworu "Storm" trafił na listy przebojów we Francji i Japonii, plasując się, odpowiednio na 135. i 249. miejscu. Pierwsze koncerty formacja dała w 2003 roku w Kanadzie, m.in. u boku Strapping Young Lad i Zimmers Hole. Grupa dała także szereg koncertów w Stanach Zjednoczonych poprzedzając występy formacji Symphony X.
W 2005 roku zespół rozpoczął prace na drugi albumem. Materiał pt. Synchestra ukazał się w styczniu 2006 roku, ponownie nakładem HevyDevy Records. Gościnnie w nagraniach płyty wziął udział amerykański wirtuoz gitary Steve Vai w którego zespole, na początku lat 90. Townsend rozpoczął działalność artystyczną. W ramach promocji do pochodzącego z płyty utworu "Vampira" został zrealizowany wideoklip. Wydawnictwo trafiło na listy przebojów we Francji, Finlandii i Niemczech. Na przełomie lutego i marca grupa dała szereg koncertów w Stanach Zjednoczonych poprzedzając występy szwedzkich zespołów Opeth i Dark Tranquillity. W 2007 roku grupa został rozwiązana.

## Dyskografia
| Accelerated Evolution                   | - Data: 1 kwietnia 2003 - Wydawca: HevyDevy Records  | 135 | –  | –  | 249 |
| Synchestra                              | - Data: 31 stycznia 2006 - Wydawca: HevyDevy Records | 128 | 33 | 85 | –   |
| „–” oznacza, że album nie był notowany. |                                                      |     |    |    |     |

## Teledyski
| Tytuł     | Rok  | Reżyseria     | Album                 | Źródło |
| --------- | ---- | ------------- | --------------------- | ------ |
| "Storm"   | 2003 | Marcus Rogers | Accelerated Evolution | [ 5 ]  |
| "Vampira" | 2006 | Marcus Rogers | Synchestra            | [ 8 ]  |